# قصر شيروان شاه
قصر شيروان شاه هو قصر أثري يقع في البلدة القديمة بالعاصمة الأذربيجانية باكو، ويطل على أبراج الشعلة الشهيرة في أذربيجان. يعود تاريخ بناؤه إلى القرن الخامس عشر الميلادي، وهو المسكن الأخير لحكام ولاية شيروان، ويجسد آثار الثقافة الزرداشتية، والساسانية، والعربية، والفارسية، والعثمانية، والروسية. في عام 2000 أدرج القصر ضمن لائحة المواقع التراثية في اليونسكو.

## أقسام القصر
- جناح ديفانخانا ويضم نقوش عربية مكتوبة بالخط الكوفي، إضافة إلى الزخارف النباتية.
- المبنى الرئيسي للقصر.
- مقبرة عائلية تعلوها قبة سداسية
- مسجد خاص بالشاه يتضمن منارة بارتفاع 22 كم.